# チーズトッポッキ
チーズトッポッキ (韓: 치즈떡볶이、英: Cheese-tteok-bokki) は、完成したトッポッキの上にチーズを乗せたり、餅の中にチーズが入っている食べ物をいう。 噛むと餅とチーズが合わさり、歯ごたえを感じることができる。 粉食屋で販売され、手作り料理も簡単。 そして個人の好みによって、その上に抹茶粉、ハーブ粉、ごま、パセリなどをかけて食べることもある。